# جهاز الأمن الوطني (الكويت)
جهاز الأمن الوطني في دولة الكويت هو جهاز أمني يتبع مجلس الأمن الوطني تأسس الجهاز في 4 مارس 1997 ويتولى الجهاز إعداد البيانات والمعلومات وإجراء البحوث اللازمة لأعمال مجلس الأمن الوطني وفي 3 يونيو 2024 صدر مرسوماً بإلغاء الجهاز. 

## رؤساء جهاز الأمن الوطني
وفقاً للمادة السادسة من المرسوم رقم 32 لسنة 1997 بشأن إنشاء مجلس الأمن الوطني يكون لجهاز الأمن الوطني رئيس بدرجة وزير يتولى إدارته وتصريف شؤونه وتمثيله.
ويكون تعين رئيس جهاز الأمن الوطني بمرسوم

### رؤساء جهاز الأمن الوطني منذ 15 أبريل 1998 حتى 14 ديسمبر 2020
|   | الاسم                             | الصورة | فترة تولي المنصب | فترة تولي المنصب |
| - | --------------------------------- | ------ | ---------------- | ---------------- |
| 1 | الشيخ صباح خالد الحمد الصباح      |        | 15 أبريل 1998    | 12 يوليو 2006    |
| 2 | الشيخ أحمد فهد الأحمد الصباح      |        | 12 يوليو 2006    | 29 مايو 2009     |
| 3 | الشيخ محمد خالد الحمد الصباح      |        | 29 يونيو 2009    | 4 أغسطس 2013     |
| 4 | الشيخ ثامر علي صباح السالم الصباح |        | 10 سبتمبر 2013   | 14 ديسمبر 2020   |